# 黑河州
黑河州，辽朝时设置的州。
辽穆宗置，治所在今内蒙古自治区巴林右旗东南高根肖隆。统和八年（990年）废。为中京大定府北往犊儿山单于庭驿路所经，北宋熙宁八年（1075年），沈括使辽经此。